# Vito Frazzi
Vito Frazzi   (San Secondo Parmense, 1 d'agost de 1888 - Florència, 7 de juliol de 1975) va ser un compositor i pedagog musical italià.

## Biografia
Era fill d'Antonio i Dina Allegri, germana de Vito, un contrabaixista de renom internacional. Frazzi va estudiar orgue amb Arnaldo Galliera (fins al 1909) i composició amb Italo Azzoni i Guido Alberto Fano (fins al 1911) al Conservatori de Parma. A partir de 1912 va ser professor de piano al Conservatori Cherubini de Florència, i a partir de 1924 de contrapunt i harmonia. Del 1926 al 1958 ocupà la càtedra de composició. També va impartir cursos de composició a l'Accademia Musicale Chigiana de Siena del 1932 al 1963. Els seus alumnes van incloure, entre d'altres: Luigi Dallapiccola, Valentino Bucchi, Bruno Bettinelli, Angelo Francesco Lavagnino, Clemente Terni i Alberto Soresina.
Frazzi va compondre òperes i música incidental, obres simfòniques i música de cambra, obres corals i cançons. També va editar i organitzar nombroses òperes de compositors italians des de Claudio Monteverdi fins a Gaetano Donizetti.

## Obra
- L'usignolo e la rosa per a orquestra simfònica, 1911
- Sonata per a violí i piano, 1911
- Due canzoni per a orquestra simfònica, 1912
- Inno a Verdi per a cor i orquestra, 1919
- Toccata per a piano, 1919
- Cicilia per a cor i orquestra, 1920
- Madrigals, 1921
- Quintetto per a corda i piano, 1922
- I frugnolatori per a cor i orquestra
- Música d'actuació per a Belinda e il mostro de Bruno Cicognani, 1927
- Chanson per a violí i piano, 1930
- Quartetto per a cordes, 1932
- La danzatrice amorosa per a piano, 1932
- Il cavaliere per a veu i orquestra, 1932
- Ninna nanna per a soprano i instruments
- Leggenda per a violoncel sol i orquestra, 1935
- Leggenda per a violoncel i piano, 1935
- Risveglio mattutino per a violí i piano, 1928
- Música d'actuació per a La Tancia de Michelangelo Buonarroti, 1936
- Preludio magico per a orquestra simfònica, 1937
- Música d'actuació per a La strega de Antonio Francesco Grazzini, 1939
- Re Lear, òpera, llibret de Giovanni Papini després de William Shakespeare, Florència 1939
- Il giardino chiuso, òpera, (Florència 1939)
- L'ottava moglie di Barbablú, Òpera, Florència 1940
- Dialoghi - Proverbi - Sentenze per a orquestra simfònica, 1941
- La morte di Ermengarda, poema simfònic, 1945
- Largo, studio per Don Chisciotte, 1945
- Música d'actuació per a Yo, el Rey de Bruno Cicognani, 1949
- Música d'actuació per a Il diavolo tentato de Giovanni Papini, 1949
- Don Chisciotte, òpera després de Miguel de Cervantes, Florència 1951
- Le nozze di Camaccio, òpera després de Miguel de Cervantes, 1950–55
- L'Astuto indovino, Balletto burlesco, 1953
- L'ascolto di Ponte Vecchio per a orquestra simfònica
- La canzone della nonna per a cor i soprano
- Salmo 70 per a quatre veus masculines i orgue
- Canti popolari per a veu i orquestra